# Ciudad López Mateos
Ciudad López Mateos is een voorstad van Mexico-Stad. Het is gelegen in de staat Mexico, tussen Mexico-Stad en Toluca. López Mateos heeft 523.065 inwoners (census 2020) en is de hoofdplaats van de gemeente Atizapán de Zaragoza.
De stad heette oorspronkelijk Atizapán en is gesticht op de plaats van een voormalige Chichimeekse nederzetting die gesticht werd rond het jaar 800. Ten tijde van de Azteken viel de stad onder de provincie Tecpanecahpan. De bekendste inwoner van López Mateos was Adolfo López Mateos, president van Mexico van 1958 tot 1964. In 1910 is hij er geboren en de stad werd na zijn dood te zijner ere hernoemd.

## Geboren
- Adolfo López Mateos (1909-1969), president van Mexico